# Almensilla
Almensilla és una localitat de la província de Sevilla, Andalusia, Espanya. L'any 2005 tenia 4.534 habitants. La seva extensió superficial és de 14 km² i té una densitat de 323,9 hab/km². Les seves coordenades geogràfiques són 37° 18′ N, 6° 06′ O. Està situada a una altitud de 45 metres i a 15 kilòmetres de la capital de la província, Sevilla. Limita amb Mairena del Aljarafe, Palomares del Rio, Coria i Bollullos de la Mitación.

## Demografia
| 1996  | 1998  | 1999  | 2000  | 2001  | 2002  | 2003  | 2004  | 2005  | 2006  |
| ----- | ----- | ----- | ----- | ----- | ----- | ----- | ----- | ----- | ----- |
| 2.232 | 2.703 | 2.884 | 3.110 | 3.213 | 3.352 | 3.545 | 4.244 | 4.534 | 4.927 |